# Томилово (Ульяновська область)
Томилово (рос. Томылово) — село в Кузоватовському районі Ульяновської області Російської Федерації.
Населення становить 503 особи. Входить до складу муніципального утворення Безводовське сільське поселення.

## Історія
Від 2004 року входить до складу муніципального утворення Безводовське сільське поселення.

## Населення
| 2010 |
| ---- |
| 503  |